# Typhlodromus macroides
Typhlodromus macroides är en spindeldjursart som beskrevs av Zhu 1985. Typhlodromus macroides ingår i släktet Typhlodromus och familjen Phytoseiidae. Inga underarter finns listade i Catalogue of Life.